# Jef Murray
Jeffrey Patrick Murray (n. 1960), más conocido como Jef Murray, es un artista e ilustrador de fantasía conocido por sus ilustraciones de la obra de J. R. R. Tolkien.
Sus pinturas e ilustraciones aparecen de manera regular en las publicaciones sobre ese autor británico de fantasía, como Amon Hen, Mallorn y Parma Nole; así como en publicaciones católicas, como St. Austin Review o el Georgia Bulletin, todas ellas distribuidas de forma global. Es el artista residente de la St. Austin Review ya citada, y fue el artista invitado de honor en el «Encuentro de la Compañía» (Gathering of the Fellowship) de 2006 en Toronto, junto a Ted Nasmith. Fue nominado a un «premio Llama Imperecedera» (Imperishable Flame award) en 2006. Sus ilustraciones más recientes han sido para el libro Black & White Ogre Country: The Lost Tales of Hilary Tolkien, una recopilación de cuentos de Hilary A. R. Tolkien, hermano del célebre escritor.